# Muzeum Miejskie w Tuchowie
Muzeum Miejskie w Tuchowie – muzeum położone w Tuchowie. Placówka jest gminną jednostką organizacyjną. 
Muzeum powstało w 2013 roku z inicjatywy przewodniczącego Rady Miejskiej Tuchowa, Ryszarda Wrony. Prace związane z organizacją placówki trwały od 2009 roku. Mieści się w pomieszczeniach tuchowskiego Domu Kultury, wykorzystywanych do niedawna jako kotłownia i magazyn na węgiel i opał.
Ekspozycja muzealna obejmuje zbiory historyczne (skarbiec historyczny miasta oraz wystawy związane z okresem I oraz II wojny światowej) oraz etnograficzne (rzemiosło i rękodzielnictwo). Wiele z eksponatów pochodzi z kolekcji, podarowanej przez rodzinę Tadeusza Radwana – artysty ludowego i podróżnika.
Prace twórcy eksponowane są w sali jego imienia.
Muzeum jest obiektem całorocznym, czynnym od środy do piątku, w pozostałe zaś dni po uprzednim zgłoszeniu. Wstęp jest płatny.